# Klarobelia subglobosa
Klarobelia subglobosa là loài thực vật có hoa thuộc họ Na. Loài này được Chatrou mô tả khoa học đầu tiên năm 2005.